# Pintor de Polifem
El Pintor de Polifem és el nom convencional assignat a un ceramista protoàtic, format probablement a l'escola del Pintor de Mesogea, i actiu en el segon quart del segle vii abans de la nostra era (protoàtic mitjà), tal vegada d'Egina, on es pensa que va nàixer i a on va tornar després del període de formació. El nom deriva del subjecte representat en el coll d'una àmfora a ell atribuïda (Museu Arqueològic d'Eleusis 2630), trobada al 1954 a la necròpoli d'Eleusis. Aquesta àmfora exemplifica magistralment la personalitat i resumeix alhora alguns aspectes característics de la ceràmica protoàtica ara ja completament alliberada del classicisme geomètric: experimentacions tècniques, exuberància compositiva i estilística, i aspectes narratius.

## Estil i atribucions
Les figures del Pintor de Polifem tenen característiques illenques, com ara certs elements decoratius i els ornaments de farciment. Fa servir la tècnica de contorn i les incisions.
Abans del descobriment de l'Àmfora d'Eleusis, algunes obres atribuïdes al Pintor de Polifem s'havien atribuït a un autor anomenat Pintor de cavalls, al qual actualment es reconeix com el mateix autor en una etapa juvenil, caracteritzada per animals grossos i agressius amb la boca oberta i les dents visibles, expressió d'un estil deslliurador i forçadament salvatge. L'Àmfora d'Eleusis pertany a una etapa més madura de la seua obra. Al Pintor de Polifem se li ha reconegut també en un suport fragmentari (Antikensammlung Berlin A 42) abans atribuït al Pintor del Gerro dels carners.

### L'Àmfora d'Eleusis

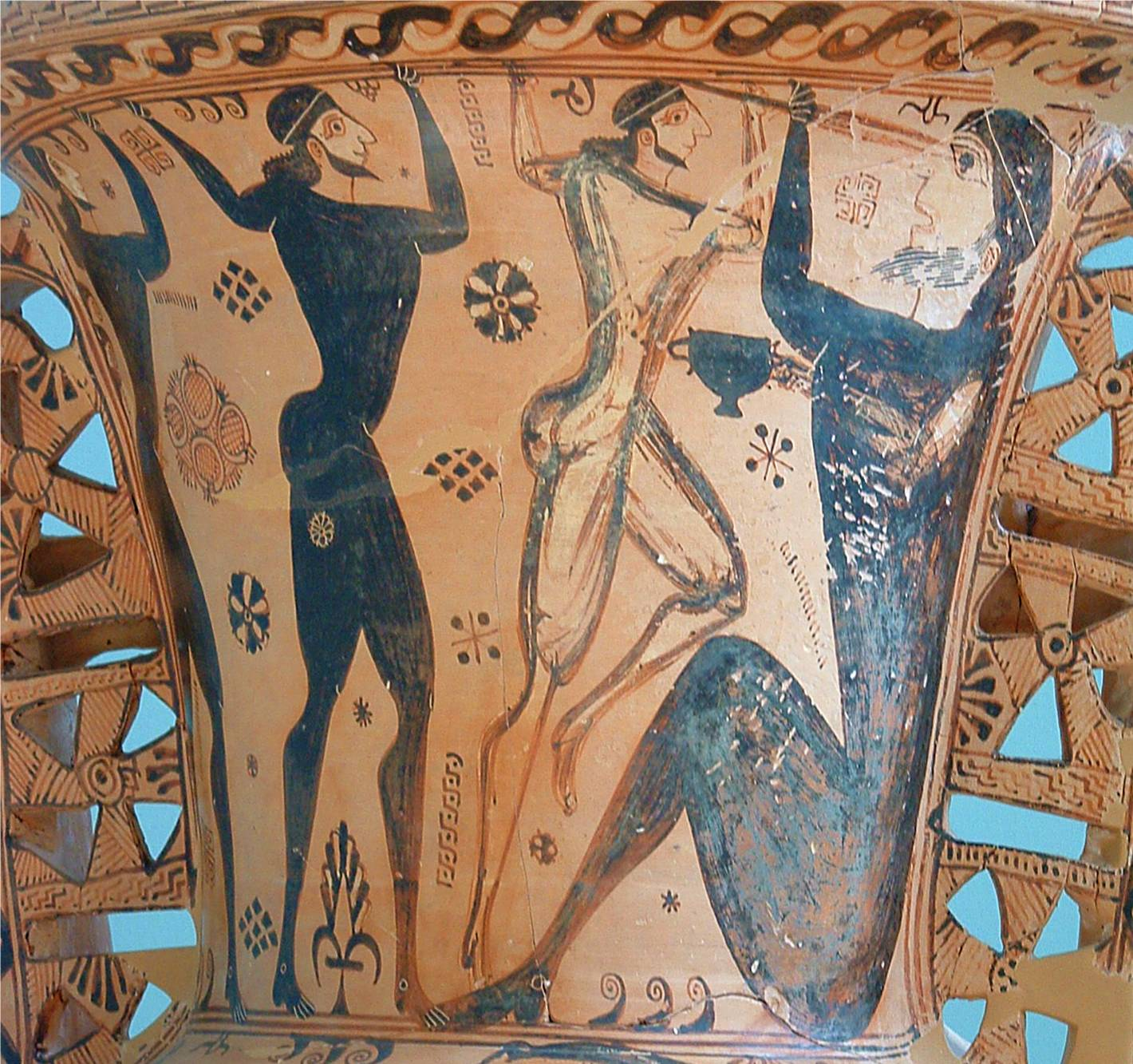
Àmfora d'Eleusis (part.), Museu Arqueològic d'Eleusis

L'Àmfora d'Eleusis, datada del 660 ae, és una àmfora monumental funerària. És una obra tècnicament experimental pel que fa a la representació i la narració. Sobre el cos del got, el Pintor de Polifem ha representat el mite de Perseu, i l'atenció es concentra en la iconografia i la rendició de la Gòrgona. La iconografia és encara lliurement interpretada: no subsisteix d'aquesta època cap representació convencional d'aquests personatges mítics; la part més interessant d'aquestes figures és la subordinació pictòrica a la volumetria dels cossos, amb un clarobscur fet amb traços foscos i el regruix dels blancs afegits. Igual que altres experimentacions del període, també aquesta del Pintor de Polifem no tingué continuació i fou represa després de prop d'un segle i mig, en el crater amb la lluita entre Hèracles i Anteu pintada per Eufroni (Louvre, G 103). El coll de l'àmfora conté l'escena del cegament de Polifem. L'experimentació pictòrica és represa només en el cos d'Odisseu per a subratllar la importància del personatge, però també la consciència de l'autor respecte l'ús d'instruments propis. Per a les altres figures fa servir la silueta, el contorn i algun detall incís. El marc de la representació inclou els companys d'Odisseu agafats a una asta imaginària formada per tres línies que fan de marc de l'escena. El moviment ve donat per l'empenta d'Odisseu que apunta el genoll sobre Polifem; l'ull i la boca oberta del ciclop semblen una de les poquíssimes representacions del dolor en època arcaica. La llibertat en la confrontació de la narració poètica és mostrada en el nombre de personatges i en la iconografia de l'escena, que privilegia els aspectes estilístics i compositius; sobretot, però, és interessant l'elaboració dels aspectes narratius amb l'intent, un dels primers en l'art grec coneguts, de superar, de manera encara rudimentària, el desavantatge en el desenvolupament temporal de la narració, representant alhora moments successius d'una acció (Polifem té a la mà esquerra la copa de vi, tot i que pertany a un moment diferent del relat), violant-ne la unitat de temps.